# Giovanni Ferrari
Giovanni Ferrari (6 de desembre de 1907 - 2 de desembre de 1982) fou un futbolista italià dels anys 30 i posterior entrenador. Com a jugador guanyà cinc campionats amb la Juventus FC, dos amb l'Inter de Milà i un amb el Bologna FC. És, juntament amb Giuseppe Furino, l'únic futbolista que guanyà vuit lligues de la Serie A italiana. Virginio Rosetta també guanyà vuit lligues, però tres foren abans de la creació de la Serie A professional. Amb la selecció italiana guanyà dos mundials, els de 1934 a Itàlia i 1938 a França. Un cop retirat fou entrenador. Dirigí la selecció italiana del 1960 al 1961, i formà part de la comissió tècnica que dirigí la selecció al mundial de 1962.

## Palmarès
- Juventus FC
  - Lliga italiana de futbol: 1930-31, 1931-32, 1932-33, 1933-34, 1934-35
- FC Internazionale Milano
  - Lliga italiana de futbol: 1937-38, 1939-40
  - Copa italiana de futbol: 1939
- Bologna FC
  - Lliga italiana de futbol: 1940-41
- Selecció de futbol d'Itàlia
  - Copa del Món de Futbol de 1934 i del 1938